# شتایگرا

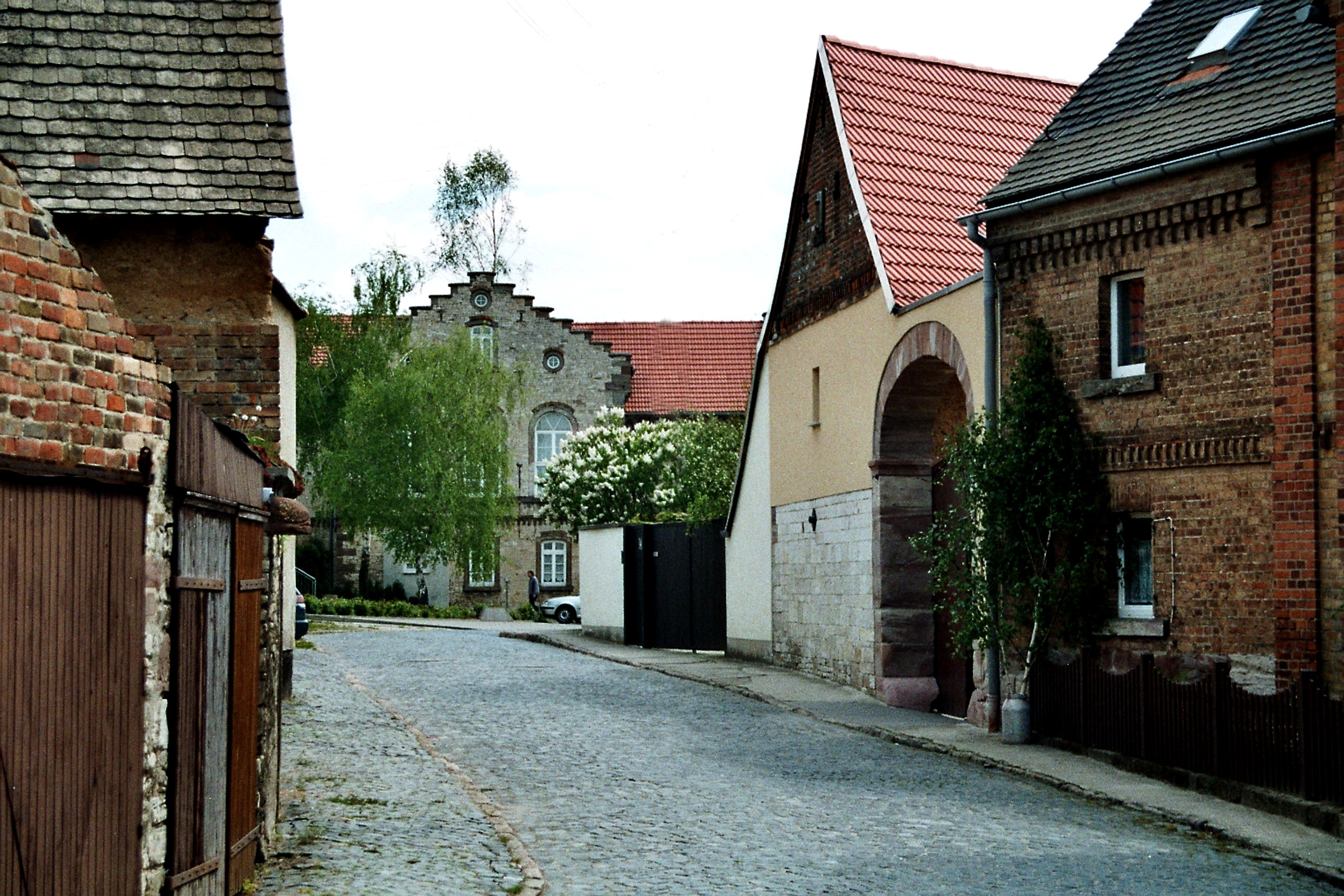
تصاویر زیبا و قشنگ از این شهر

شتایگرا (به آلمانی: Steigra) یک شهر در آلمان است که در زالهکرایس واقع شده‌است. شتایگرا ۱٬۳۲۹ نفر جمعیت دارد.